# 34280 Victoradler
34280 Victoradler è un asteroide della fascia principale. Scoperto nel 2000, presenta un'orbita caratterizzata da un semiasse maggiore pari a 2,6591744 au e da un'eccentricità di 0,0753259, inclinata di 2,90560° rispetto all'eclittica.